# Hundshorn
Das Hundshorn (berneroberländisch: Hundshore) ist ein Berg zuoberst im Kiental im Berner Oberland.

## Lage
Das Hundshorn bildet mit dem Zahm Andrist und dem Wild Andrist eine Dreiergruppe, deren höchster und südlichster Gipfel es ist. Im Süden bildet die Sefinenfurgge die Grenze zum Massiv von Bütlasse und Gspaltenhorn und auch die Grenze zu den eigentlichen Berner Alpen, während das Hundshorn noch zu den Berner Voralpen gezählt wird. Im Osten liegt das Sefinental, ein Seitental des Lauterbrunnentals. Im Nordosten trennt ein «Rote Härd» genannter Übergang das Hundshorn vom Massiv von Chilchflue und Schilthorn. Die Dreiergruppe (mit Zahm und Wild Andrist) wird im Norden vom Spiggengrund und im Westen vom oberen Kiental mit der Griesalp begrenzt.
Der Berg liegt auf der Grenze der Gemeinden Lauterbrunnen im Osten und Reichenbach im Westen.

## Gipfel
Auf dem Gipfel des Hundshorns befindet sich ein Triangulationspunkt. Er ist über den Nordhang oder den Nordostgrat in einer anspruchsvollen Bergwanderung durch wegloses Gelände erreichbar.